# Brüggen (Leine)
Brüggen ist ein Ortsteil der Stadt Gronau (Leine) im Landkreis Hildesheim, Niedersachsen (Deutschland).

## Geografie
Brüggen liegt nördlich von Alfeld (Leine) zwischen den Naturparks Weserbergland und Harz an der Leine. Östlich und südöstlich von Brüggen erheben sich die Sieben Berge.

## Geschichte

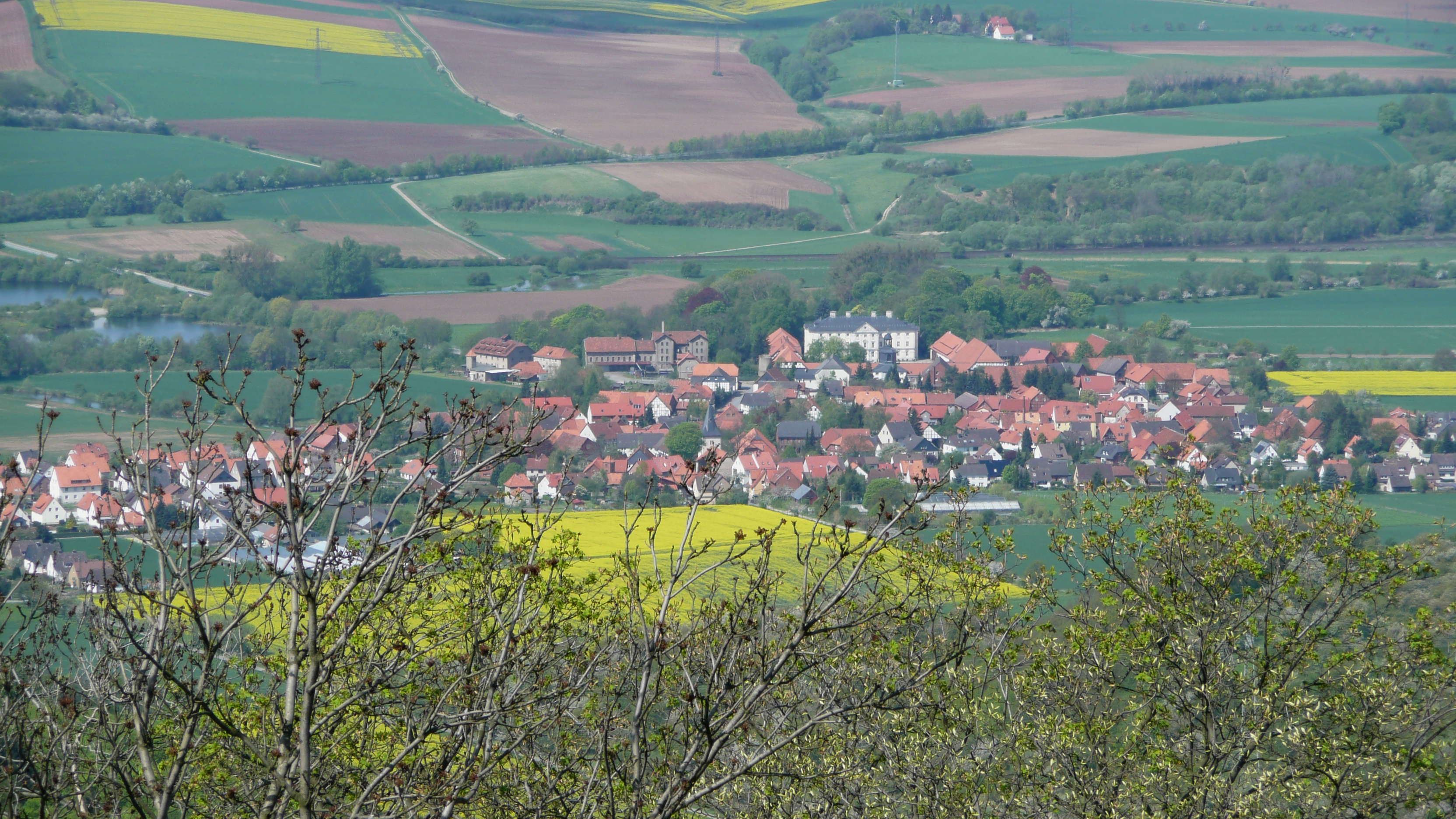
Blick auf Brüggen

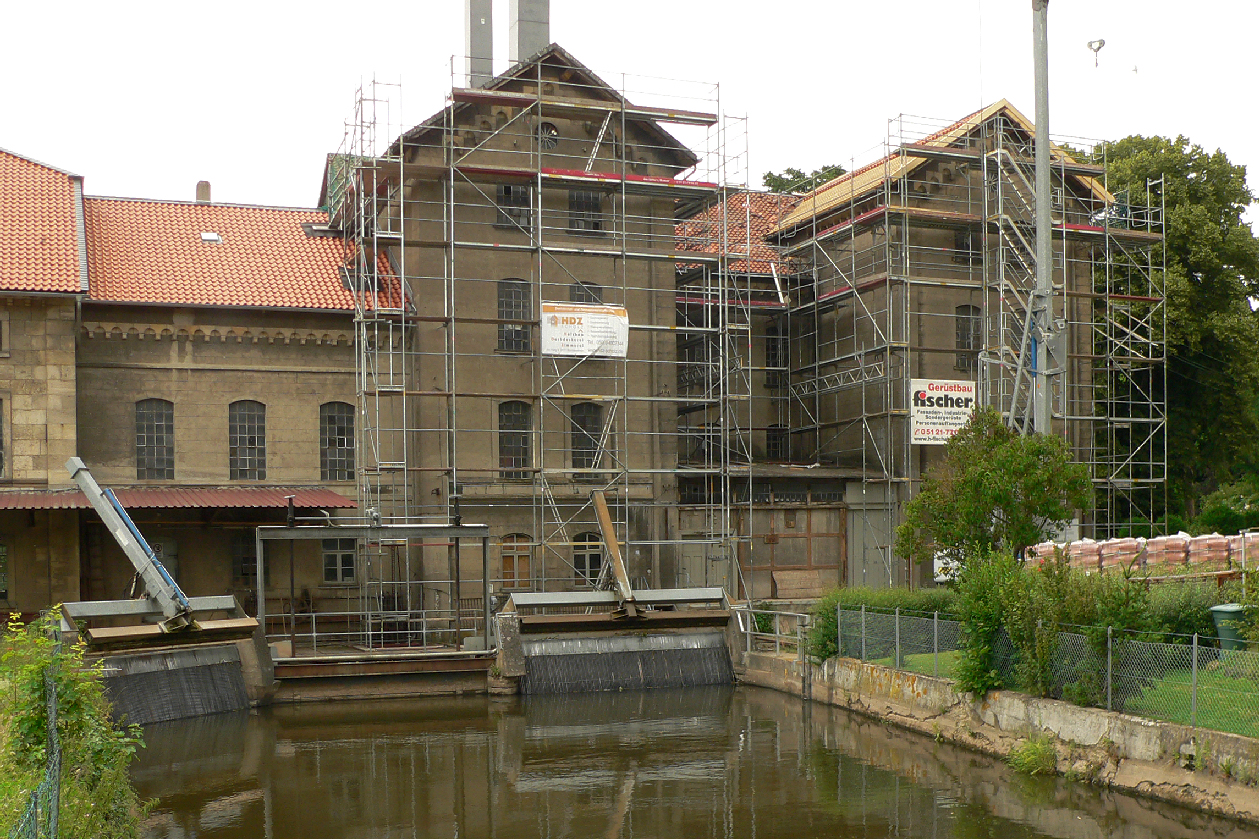
Die 1869 erbaute Wassermühle am Mühlenkanal

### Ortsname
Alte Bezeichnungen des Ortes sind 936 Brugheim, 954 Brugkihem, 955 Brugkiem, 965 Bruggeheim, 997 Bruggihem, 1004 Bruggeheim, 1210 Brugehem, 1220 Brucchem, 1226 Bruken und 1216 Brucken. Trotz einiger Varianten ist die Grundform des Ortsnamens gut erkennbar. Der Name besteht aus einer Zusammensetzung aus „bruggi“ für Brücke und „-hem“ für Heim. Daher steht Brüggen für Heim/Siedlung an der Brücke.

### Mittelalter
936 wurde die Brüggen erstmals urkundlich erwähnt. Der spätere Kaiser Otto der Große, Sohn des Sachsenkönigs Heinrich I., hat hier auf dem Königshof Brüggen insgesamt vier Urkunden ausgefertigt. Mit diesen gewährte er 937 dem Bischof Balderich von Utrecht (Holland) das Münzrecht, bewilligte 955 die Gründung des Stifts Fischbeck an der Weser, bestätigte 961 dem Bischof Landward von Minden die überlieferten Bistumsrechte und übertrug 965 den Brüdern der Moritz-Kirche zu Magdeburg das Münzrecht und den Marktzoll zu Gittelde am Harz. Sein Enkel Kaiser Otto III. schenkte 997 das Königsgut Brüggen mit Hemmendorf, Lehde und Banteln dem Stift Essen an der Ruhr. 1039 übertrug Kaiser Heinrich III. Brüggen dem Stift Gandersheim, dessen Äbtissin Adelheid I. eine Tochter Kaiser Ottos II. und seiner Gemahlin Theophanu war.
Ab etwa 1180 ist die Familie von Steinberg auf dem Gut Brüggen ansässig, 1207 wird eine Burg bezeugt und 1220 zum ersten Mal die Ortskirche erwähnt. 1470 bestanden in Brüggen neben dem Rittergut 6 Meierhöfe und 7 Kothöfe. 1505 wurde die Holzkirche durch einen Steinbau ersetzt, 1542 dann im Fürstentum Braunschweig-Wolfenbüttel die Reformation eingeführt.

### Neuzeit
Im Dreißigjährigen Krieg plünderten Tillys Truppen den Ort. In siebenjähriger Bauzeit ließ Friedrich von Steinberg Schloss Brüggen erbauen, das 1693 eingeweiht wurde. Von 1741 bis 1852 bestand in Brüggen ein „Posthof“ als Relaisstation, von 1878 bis 1963 eine Bahnstation an der Strecke Hannover-Kassel. 1895 wurde die Freiwillige Feuerwehr Brüggen gegründet, die seitdem für den abwehrenden Brandschutz und die allgemeine Hilfe sorgt. 1909 erhielt Brüggen eine Wasserleitung und eine Kanalisation. 1965 wurde die Samtgemeinde Brüggen gebildet, die seit 1974 zur Samtgemeinde Gronau gehörte.

### Eingemeindungen
Brüggen wurde am 1. November 2016 in die Stadt Gronau (Leine) eingemeindet. Die Gemeinde war Mitgliedsgemeinde der Samtgemeinde Gronau (Leine).

## Politik

### Stadtrat und Bürgermeister
Seit dem 1. November 2016 wird Brüggen auf kommunaler Ebene vom Rat der Stadt Gronau (Leine) vertreten.

### Wappen
Der Gemeinde wurde das Ortswappen am 23. Mai 1937 durch den Oberpräsidenten der Provinz Hannover verliehen. Der Landrat aus Alfeld überreichte es am 21. Januar 1938.
| Wappen von Brüggen | Blasonierung: „Auf Gold eine einbogige, rote Steinbrücke über blau-silber gewelltem Schildfuß. Aus der Brücke wachsend ein schwarzer, rotbewehrter Adler (mittelalterlicher Reichsadler) mit gespreizten Schwingen.“ |
| Wappen von Brüggen | Wappenbegründung: Nach der Volksetymologie hat das Dorf Brüggen seinen Namen von einer Anzahl Brücken, die hier die Leine und das zum Teil sehr sumpfige Gelände ihrer Niederung überqueren. Dieser Gedanke ist oftmals in Symbolen des Dorfes zum Ausdruck gebracht und daher auch im Wappen verankert. In der Zeit der sächsischen Kaiser zeichnete den Ort große politische Bedeutung aus. Der Königshof Brughem (= Brüggen) sah unter anderem recht oft Otto den Großen in seinen Mauern, was durch eine Anzahl kaiserlicher Urkunden, die Otto hier vollzog, bezeugt wird. Die früheste ist für die Zeit um die Jahreswende 936–937 datiert. Damit war einmal die Jahrtausendfeier im Jahre 1937 und zum anderen die Hereinnahme des alten Reichsadlers in den oberen Teil des Wappens begründet. Das Wappen ist am 13. Juni 1937, an dem Tage der Jahrtausendfeier, erstmals vom Bürgermeister der Gemeinde Brüggen im Siegel benutzt worden. |

## Kultur und Sehenswürdigkeiten

### Museum
Das Heimatmuseum Brüggen wurde im Oktober 2001 eröffnet und im Dezember 2019 geschlossen. Es präsentierte regionale Kultur und Natur und wurde von einem Ortsheimatpfleger ehrenamtlich betreut. Das Museum verfügte über eine größere Fotosammlung zu Brüggen sowie heimatkundliche Literatur. Es fanden Sonderausstellungen zu örtlichen Themen statt. 2019 wurde es geschlossen, da die Räumlichkeiten nicht mehr zur Verfügung standen. Die Ausstellungsgegenstände des Museums wurden in das von Cramm’sche Mühlengebäude in Brüggen und das Stadtarchiv Gronau (Leine) verbracht.

### Schloss Brüggen

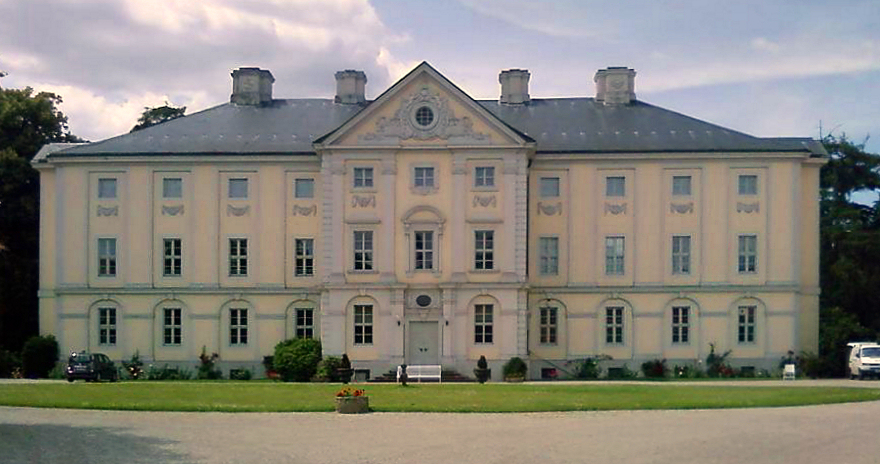
Schloss Brüggen

Schloss Brüggen, erbaut 1693 von Friedrich von Steinberg mit Schlosspark, Schlosskirche, Hof und Wirtschaftsgebäuden, kam 1911 auf dem Erbwege in den Besitz der Freiherren von Cramm. Hier verbrachte der so genannte Tennis-Baron Gottfried von Cramm einen Großteil seiner Jugend mit seinen sechs Brüdern. Gottfried von Cramm feierte hier in den 1950er Jahren mit großem Aufwand seine Hochzeit mit Barbara Hutton.

### Schlossgarten
Der Schlossgarten in Brüggen entstammt dem Zeitalter des Absolutismus. Der barocke Schlossgarten wich im Zeitalter des Klassizismus und der Romantik dem englischen Garten. Nur das große Rasenoval vor dem Schloss lässt noch rahmenhaft die Ausdehnung des Barockgartens erkennen. Trotz der verschwundenen Gartenpracht ist der Park von Schloss Brüggen in seiner landschaftlichen Gestaltung, die das Leinetal optisch über Blickachsen in die Gartengestalt einbezieht, eine sehenswerte Anlage geblieben.

### Dorfkirche
Die Dorfkirche Sancta Maria ad septem montes stammt aus verschiedenen Bauphasen. Die 1746 von Orgelbauer Müller eingebaute Orgel wurde 1904 durch ein pneumatisches Werk von Furtwängler ersetzt. 1960 war Hans-Christian Drömann hier Pastor.

## Verkehr
Der Ortsteil Brüggen der Stadt Gronau (Leine) ist über die Bundesstraße 3 sowie über Kreis- und Landesstraßen an das Straßennetz angeschlossen.
Die Hannöversche Südbahn Hannover – Göttingen verläuft durch das ehemalige Gemeindegebiet. Der nächste Bahnhof ist in Banteln.

## Persönlichkeiten

### Söhne und Töchter des Ortes
- Karl Lange (1811–1867), Hofsteinmetz und Maurermeister, Begründer der Langeschen Stiftung
- Ernst von Steinberg (1848–1911), Graf und preußischer Offizier, Gutsbesitzer und Mitglied des Preußischen Herrenhauses
- Gottfried von Cramm (1909–1976), Tennisspieler
- Norbert Klora (* 1955), Künstler

### Personen, die mit dem Ort in Verbindung stehen
- Johann Oswald Harms (1643–1708), Maler, Radierer und erster bedeutender Bühnenbildner des Barock, er malte die Deckenfresken im Schloss Brüggen
- Hermann Korb (1656–1735), Baumeister des Barocks, er baute das Schloss Brüggen, das 1693 eingeweiht wurde.
- Johann Balthasar Lauterbach (1663–1694), Mathematiker, Architekt und herzoglich-braunschweigischer Landbaumeister von 1688 bis 1694, er lieferte den Entwurf des Schlosses Brüggen
- Burghard von Cramm (1874–1936), Rittergutsbesitzer und Hofbeamter, Herr auf Brüggen
- Hans-Christian Drömann (1932–2018), lutherischer Theologe, Landessuperintendent für den Sprengel Lüneburg der Evangelisch-lutherischen Landeskirche Hannovers, Abt des Klosters Amelungsborn, Pfarrer in Brüggen